# Carregador de bateria

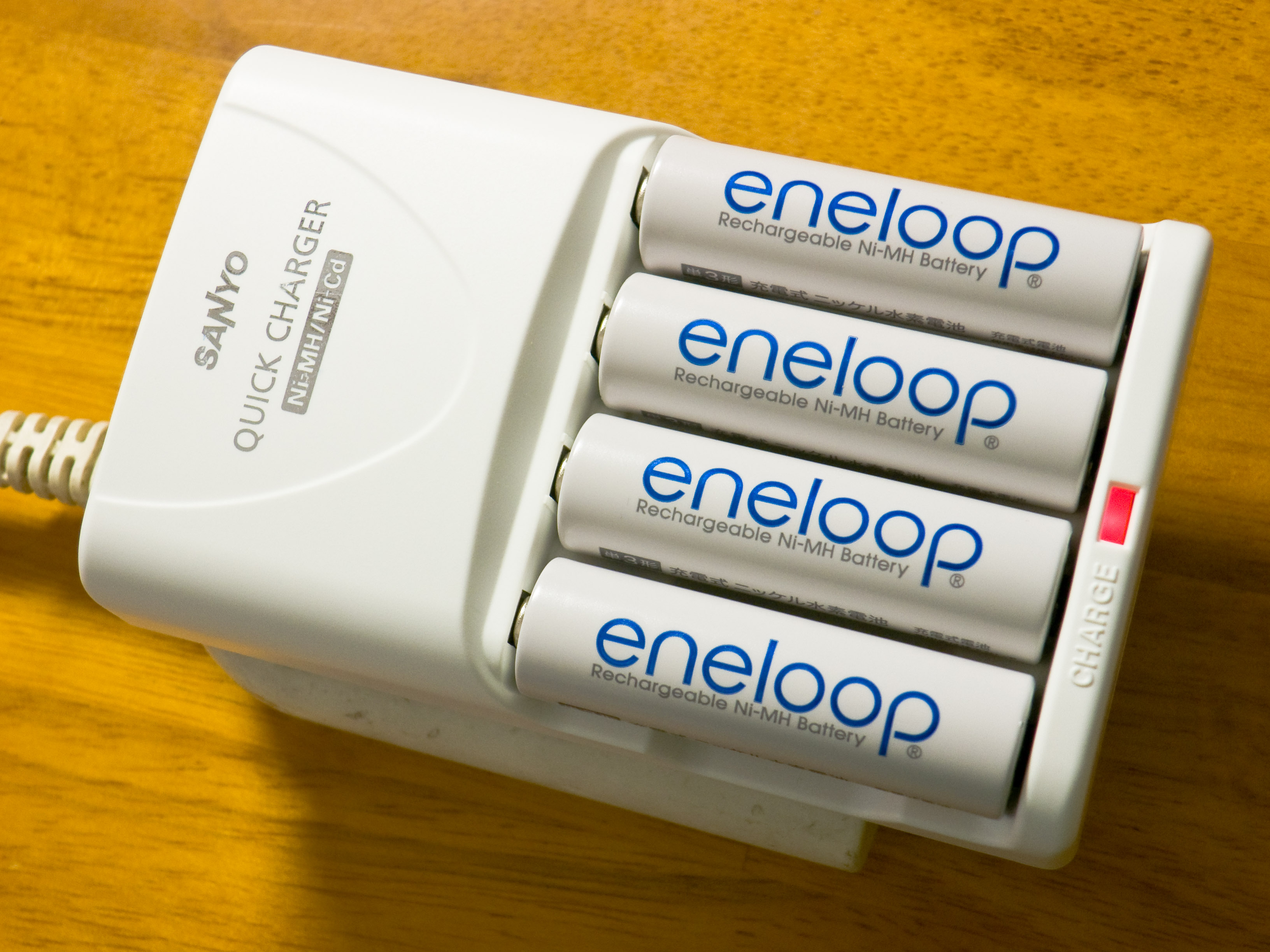
Exemplo de um carregador para pilhas do padrão AA

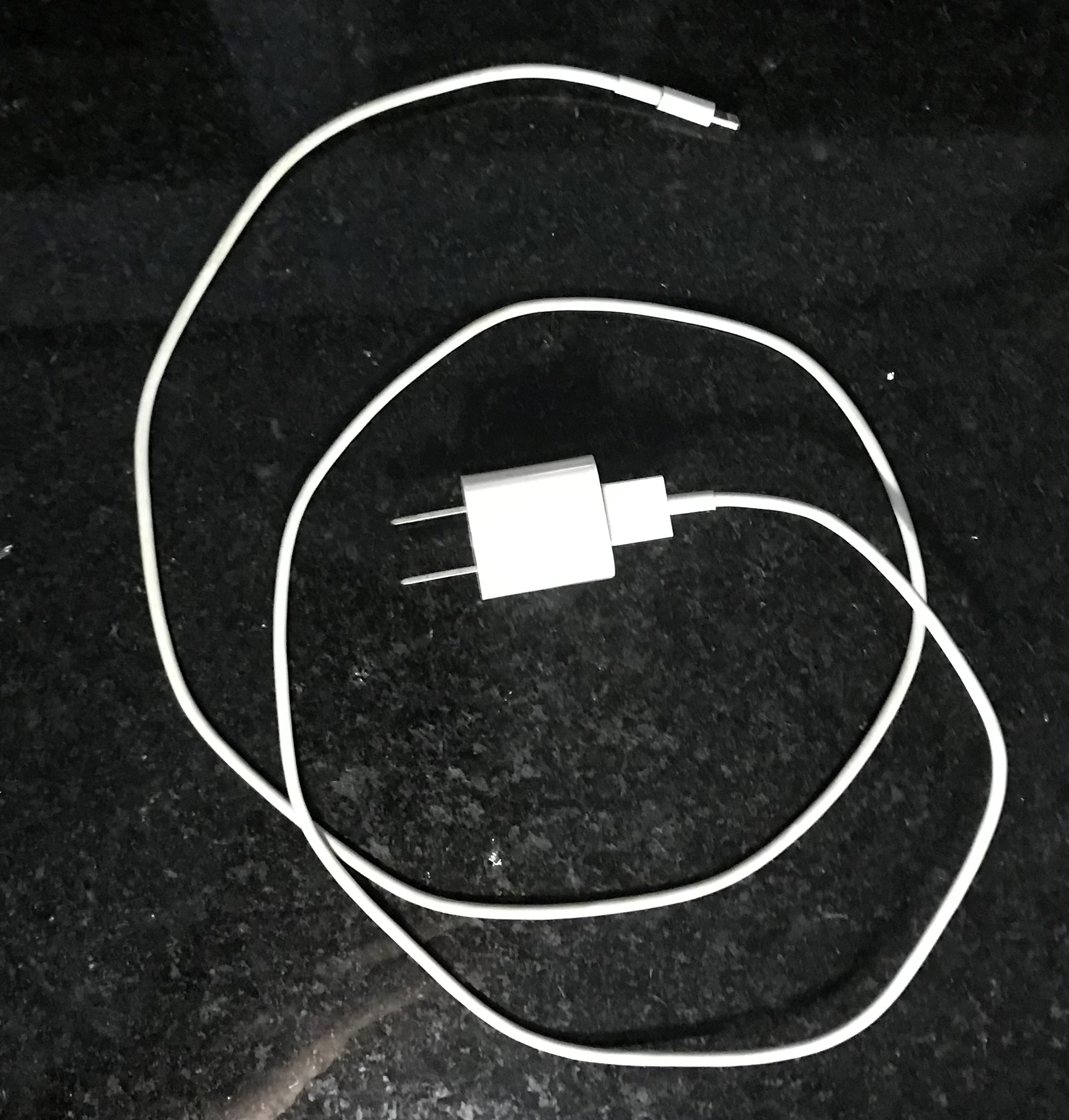
Carregador de bateria para celular bivolt.

Um carregador de bateria é um dispositivo capaz de recarregar baterias, geralmente baterias de lítio e/ou pilhas recarregáveis.
Em 2009, a União Internacional de Telecomunicações (UIT), a agência da ONU que regula o setor, anunciou a adoção de um padrão universal de carregadores de celulares, com uma porta USB, usando tecnologia similar a usada em máquinas fotográficas digitais. Esta  proposta é parte do acordo de Copenhague para reduzir o impacto nas mudanças climáticas, pois reduziria em 50% o consumo de energia em carregamento e destruição de 51.000 toneladas de carregadores fora de uso.